# Grupiranje
Grupiranje (angleško Clustering) je postopek razvrščanja predmetov znotraj istega razreda v podrazrede. To se uporablja pri strojnem učenju, podatkovnem rudarjenju, ravrščanju, prepoznavanju, napovedovanju, statistiki,... Grupiranje je nenadzorovano strojno učenje.